# Jean Bogaerts
Jean Bogaerts (Vilvoorde, 19 novembre 1925 – Schaerbeek, 2 febbraio 2017) è stato un ciclista su strada e pistard belga, professionista dal 1945 al 1955, fu vincitore di due Omloop Het Volk (fra cui la prima edizione della corsa) e di un Giro dei Paesi Bassi.

## Palmarès
- 1945 (Alcyon-Dunlop, una vittoria)

Omloop Het Volk
- 1950 (Ruche-Dunlop, due vittorie)

Ronde van Limburg
1ª tappa Giro del Belgio
- 1951 (Starnord / Ruche, due vittorie)

Omloop Het Volk
Giro dei Paesi Bassi
- 1954 (Peugeot-Dunlop, una vittoria)

Nationale Sluitingsprijs

## Piazzamenti

### Grandi Giri
- Vuelta a España

1948: 26º

### Classiche monumento
- Parigi-Roubaix

1948: 27º
1950: 47º
1951: 44º
- Liegi-Bastogne-Liegi

1950: 2º
1952: 15º
1955: 29º